# Belcourt
Belcourt is een plaats (census-designated place) in de Amerikaanse staat North Dakota, en valt bestuurlijk gezien onder Rolette County.

## Demografie
Bij de volkstelling in 2000 werd het aantal inwoners vastgesteld op 2440.

## Geografie
Volgens het United States Census Bureau beslaat de plaats een oppervlakte van
15,7 km², waarvan 15,2 km² land en 0,5 km² water. Belcourt ligt op ongeveer 598 m boven zeeniveau.

## Plaatsen in de nabije omgeving
De onderstaande figuur toont nabijgelegen plaatsen in een straal van 24 km rond Belcourt.